# Saint-Vit
Saint-Vit är en kommun i departementet Doubs i regionen Bourgogne-Franche-Comté i östra Frankrike. Kommunen ligger i kantonen Boussières som tillhör arrondissementet Besançon. År 2022 hade Saint-Vit 5 059 invånare.

## Befolkningsutveckling
Antalet invånare i kommunen Saint-Vit
Referens:INSEE